# Starachowice Wschodnie Wąskotorowe
Starachowice Wschodnie Wąskotorowe – krańcowa stacja Starachowickiej Kolei Wąskotorowej znajdująca się na jedynej istniejącej dziś linii tejże kolei – Starachowice Wschodnie Wąskotorowe – Iłża.
Na stacji znajduje się trójkąt torowy, jednokrawędziowy peron oraz kiosk zaadaptowany na cele wystawiennicze.
W odległości około 1 km od peronu zlokalizowana jest czterostanowiskowa lokomotywownia prostokątna oraz zdewastowana obecnie rampa czołowa służąca niegdyś do załadunku wagonów normalnotorowych na transportery.